# Patricia Wissel

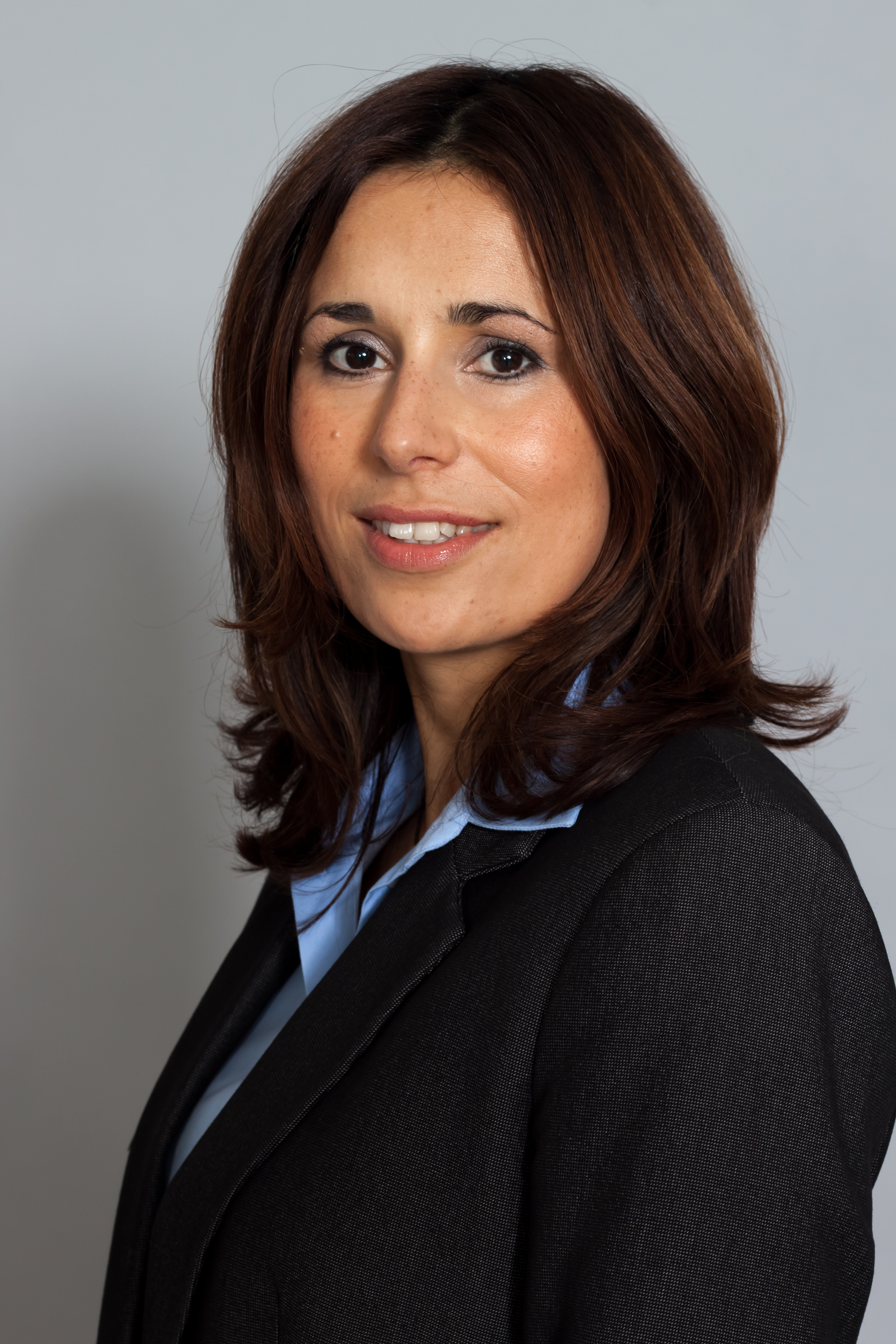
Patricia Wissel (2013)

Patricia Wissel (* 24. Oktober 1975 in Bautzen) ist eine deutsche Politikerin (CDU). Sie war von 2009 bis 2024 Mitglied des Sächsischen Landtags.

## Leben
Nach dem Besuch der Lessing-Oberschule Neukirch absolvierte Wissel von 1992 bis 1995 eine Ausbildung zur Bürokauffrau und war anschließend von 1996 bis 2001 im Netzwerk für Kinder- und Jugendarbeit in Bischofswerda tätig. Nach einer Ausbildung zur Referentin für Presse- und Öffentlichkeitsarbeit 2002/2003 arbeitete sie zunächst bis 2004 bei der Sächsischen Landesstiftung Natur und Umwelt im Bereich Öffentlichkeitsarbeit, wurde dann Mitarbeiterin eines Abgeordneten im Sächsischen Landtag und anschließend von 2005 bis 2009 Büroleiterin und persönliche Referentin eines Abgeordneten im Deutschen Bundestag.
Patricia Wissel ist evangelisch-lutherischer Konfession.

## Politik
Wissel ist Mitglied der CDU. Wissel ist Vorsitzende des CDU-Ortsverbandes Neukirch/L und Mitglied im geschäftsführenden Vorstand des CDU-Kreisverbandes Bautzen. Sie arbeitete im Vorstand der Frauen Union Bautzen. Bei der Landtagswahl 2009 gewann sie das Direktmandat im Wahlkreis Bautzen 1 (Wahlkreis 51). Im Landtag war sie von April 2012 bis 2014 eines von 19 Mitgliedern des ersten sächsischen NSU-Untersuchungsausschusses „Neonazistische Terrornetzwerke in Sachsen“. Ihren Wahlkreis konnte sie bei der Landtagswahl 2014 verteidigen. Im Landtag gehörte sie dem Ausschuss für den Ländlichen Raum, Umwelt und Landwirtschaft als ordentliches Mitglied an. Als stellvertretendes Mitglied arbeitete sie u. a. im Wirtschaftsausschuss. Sie war auch Mitglied der Enquete-Kommission „Sicherstellung der Versorgung und Weiterentwicklung der Qualität in der Pflege älterer Menschen im Freistaat Sachsen“. Bei der Landtagswahl in Sachsen 2019 konnte sie bei einem sehr knappen Ergebnis ihr Direktmandat gegen den Kandidaten der AfD nicht verteidigen, blieb aber durch ihren 10. Platz auf der Landesliste Mitglied des Landtags. Bei der Landtagswahl 2024 kandidierte sie nicht erneut.

## Sonstiges
Sie ist Vorsitzende des Vereins Landurlaub in Sachsen e. V.